# The Commish: In the Shadow of the Gallows
The Commish: In the Shadow of the Gallows – amerykański film telewizyjny z 1995 roku.

## Obsada
- Michael Chiklis − Tony Scali
- Theresa Saldana − Rachel Scali
- Kaj-Erik Eriksen − David Scali
- Maria Bello − Betsy